# 罗伯托·卡斯特里略
罗伯托·卡斯特里略（西班牙語：Roberto Castrillo，1941年6月30日—），古巴男子射击运动员。他曾代表古巴参加1972年、1976年和1980年夏季奥林匹克运动会射击比赛，其中1980年奥运会获得一枚铜牌。